# 林衣倩
林衣倩（1978年7月24日—），又名金愛荃、林依倩，藝名蔡羽芃，台灣女演員，嘉義人。
2015年，畢業於北市大體育系碩專班，曾就讀國立復興劇藝實驗學校（現為國立台灣戲曲學院），因此擁有戲曲表演的特長。現為《戲說台灣》、《台灣傳奇》 電視劇演員以及國立台灣戲曲學院兼任教師。

## 作品

### 電影
- 1999年《瘋狂自由人》
- 2000年《刺青女殺手》

### 電視劇
- 公視 小明明歌仔戲 洛神 (飾敬輝)
- 台視 楊麗花歌仔戲《忠孝節義》~孝感動天（飾 握登）
- 台視 楊麗花歌仔戲《君臣情深》（飾　高昭蓉、高如虹）[5]
- 公視《含羞草》（飾　依筑）[6]
- 民視《台灣奇案》（多重角色）[7]
- 三立電視《戲說台灣》（多重角色）[3]
- 民視《意難忘》（飾 艾莉絲）[8]
- 台視《古井情深》（飾 淑玲）
- 台視《神機妙算劉伯溫第6单元：怒犯天條》（飾　高月琴）[9]
- 民視《濟公第8单元：少年英雄》（飾　瓊花仙子）
- 民視、GTV《終極三國》(飾   陳武)
- 民视《龙飞凤舞》（饰 阿英：何家佣人）
- 中視《在室阿嬤》（飾　陳樹娟）
- GTV《第一劇場》
- 民視《關鍵時刻》
- 台視《玫瑰瞳鈴眼》
- 廈門衛視《夢幻公館》
- 大愛電視《菜頭梗的滋味》(飾 金葉大嫂)
- 大愛電視《蘇足》（飾 阿巧姨）
- 大愛電視《曾經 我們一起12歲》（飾 郭母）
- 大愛電視《雨過天青》（飾 賴淑美）
- 公視《苦力》 (飾 明珠）
- 大愛電視《迎風而立》（飾 白秀玉）
- 大愛電視《阿芬的幸福修練》（飾 梅姊）
- 民視 新台灣奇案 我有三個姓 (飾 陳秀賢)
- 大愛電視《一路芬芳》（飾 王麗香）
- 民視 新台灣奇案 無心新娘 (飾 陳秀賢)
- 民視 《台灣傳奇》多名角色
- 衛視 《女兒大人加個賴》（飾 小翠）

### 配音
網路遊戲《金庸群俠傳》（CF　藍鳳凰）